# Urmann-Abmahnaffäre
Die Urmann-Abmahnaffäre geriet im Dezember 2013 in den Fokus des deutschen öffentlichen Interesses, nachdem die Regensburger Rechtsanwaltskanzlei Urmann + Collegen zehntausende Benutzer des Videoportals Redtube wegen behaupteter Urheberrechtsverletzungen abgemahnt hatte. Die Abmahnungen enthielten neben einer vom Abgemahnten zu unterzeichnenden Unterlassungserklärung eine Kostennote in Höhe von 250,00 €.
Gegenstand der juristischen Auseinandersetzung waren sechs Pornofilme, deren Verwertungsrechte die The Archive AG durch die abgemahnten Redtube-Benutzer verletzt sah. Die Verwertungsrechte umfassten das Vervielfältigungsrecht des Urhebers (§ 16 UrhG) sowie das Leistungsschutzrecht des Filmherstellers (§ 94 UrhG).
- Die abmahnende Seite vertrat dabei die Auffassung, dass bei der Wiedergabe der Filme technisch ein sogenanntes progressive downloading zum Einsatz komme. Dabei bleibe der komplette Film auch nach dem Betrachten in einem (temporären) Ordner auf der Festplatte gespeichert, was durch § 44a UrhG nicht abgedeckt werde.[1]
- Die abgemahnte Seite berief sich im Wesentlichen darauf, dass beim Betrachten der Filme Streaming vorliege und die für eine flüssige Darstellung der Filme technisch notwendige vorübergehende Zwischenspeicherung (§ 44a UrhG) erlaubt sei.

Am 19. Dezember 2013 wurden der The Archive AG durch eine einstweilige Verfügung des Landgerichts Hamburg neue Abmahnungen, die sich auf ihre bei Redtube angebotenen Filme beziehen, bis auf Weiteres untersagt.

## Hintergrund
In einem Telefongespräch mit dem Rechtsanwalt Solmecke am 11. Dezember 2013 führte Thomas Urmann, Chef der Rechtsanwaltskanzlei Urmann + Collegen, wörtlich aus: „Auf Wikipedia ist nachzulesen, dass nach dem Anschauen eines solchen Streams nachher die gesamte Datei im temporären Ordner auf der Festplatte liegt.“ Christian Solmecke ist Partner der Kanzlei Wilde Beuger Solmecke, die einige der Abgemahnten vertritt.
Zur Klärung der Begriffe und zum Verständnis der Argumentationskette soll die nachfolgende Tabelle dienen, die sich auf die Einleitung von Video-on-Demand, Streaming Media und dem Progressive Download stützt. Sie zeigt die Unterschiede der Verfahren im notwendigen Videoanteil zum Betrachten und dem Speicherort.
| Verfahren            | Notwendiger Videoanteil | Speicherort     |
| -------------------- | ----------------------- | --------------- |
| Download             | komplettes Video        | Festplatte      |
| Progressive Download | Videoausschnitt         | Festplatte      |
| Streaming            | Videoausschnitt         | Arbeitsspeicher |

Der Videoausschnitt ist technisch gesehen ein Puffer, um Schwankungen in der Datenübertragung aufzufangen und Vor- und Zurückspulen währenddessen zu ermöglichen. Beim progressive download wird die in der Webseite eingebettete Datei auf die Festplatte des Benutzers heruntergeladen. Die Datei wird typischerweise entweder im temporären Ordner des Webbrowsers – seinem Cache – gespeichert oder in einem vom Benutzer angegebenen Verzeichnis eines Media Players.
Der Umgang beim Betrachten eines Filmes ist für den normalen Benutzer bei progressive download ähnlich dem von Streaming, ein Unterschied ist für ihn also nicht ohne weiteres zu erkennen, ebenso wenig, ob bei einem progressiven Herunterladen die Datei immer nur in Ausschnitten oder vollständig heruntergeladen wird, sowie schlussendlich, ob ein vollständig heruntergeladener Film am Ende der Wiedergabe auch tatsächlich wieder aus dem temporären Verzeichnis gelöscht wird.

## Die Szenen
Die sechs Szenen wurden ursprünglich mit anderen Titeln durch das Filmstudio Combat Zone mit Sitz in Chatsworth, Kalifornien (USA) hergestellt. Zusätzlich wurden sie mit leicht geänderten Originalnamen bei Redtube eingestellt. Die abgemahnten Videos selbst sind längere Szenen, die teilweise auf mehreren Porno-DVD vermarktet werden, und haben eine Länge von über 20 Minuten.
| Originaler Titel           | Abgemahnter Titel   | Redtube-Titel                          |
| -------------------------- | ------------------- | -------------------------------------- |
| High Heels and Glasses 2   | Amanda's Secrets    | Stacy in high heels and glasses fucked |
| Adult Supervision Required | Dreamtrip           | Emma Mae Adult Supervision             |
| Sexual Rehab – Dona Bell   | Glamour Show Girls  | Sexual Rehab – Donna Bell              |
| Teen Babysitters 3         | Hot Stories         | Teen Babysitters #3                    |
| My Black Stepdad           | Miriam's Adventures | Kendra’s stepdad takes care of her     |
| Naughty Cheerleaders 2     | Silk Kiss           | Naughty cheerleader fucks coach        |

Combat Zone selbst vermarktet das Filmmaterial online unter dem Originaltitel. Drei der abgemahnten Videos sind noch bei Redtube verfügbar und wurden bisher nicht in einem DMCA (Copyright) Complaint durch Combat Zone beanstandet.

## Übertragung der Filmrechte

### Serrato Consultores S.L.
Die Gesellschaft Serrato Consultores S.L. mit Sitz in Barcelona (Spanien) übertrug am 20. Juni 2013 sämtliche Verwertungsrechte an zehn Pornofilmen auf eine Hausner Productions / Oliver Hausner. Ein Nachweis, wie Serrato Consultores S.L. die Rechte von Combat Zone erhalten hat, ist in dem Lizenzvertrag nicht enthalten. Der genaue Zweck der Serrato Consultores S.L. ist nicht nachzuvollziehen, denn auf ihrem gesamten Internet-Auftritt findet sich (Stand 24. Dezember 2013) nur der Blindtext Lorem ipsum. Auf der Startseite sind lediglich die deutschen Stichwörter Immobilienfonts (gemeint sind Immobilienfonds), Unternehmensberatung, Rechtsberatung und Unternehmensgründung in Spanien eingetragen. Geschäftsführerin der Gesellschaft ist Jutta Schilling, die in der Pornobranche auch unter dem Künstlernamen Julia Reaves auftritt. Unter ihrem eigenen Porno-DVD-Label Julia Reaves Productions werden (Stand 29. Dezember 2013) insgesamt 202 Pornofilme gelistet.

### Hausner Productions
Die Hausner Productions mit Sitz in Berlin übernahm am 20. Juni 2013 die kompletten, weltweiten Verwertungsrechte von Serrato Consultores S.L. Neben den sechs bekannten Filmen wurden die Rechte für vier weitere, also insgesamt zehn Filme übertragen.
Geschäftsführer  der Gesellschaft ist Oliver Hausner. Allerdings ergab eine Anfrage an das zuständige Bezirksamt Pankow in Berlin, dass im Gewerberegister in den letzten 5 Jahren keine solche Firma geführt wird.

### The Archive AG
Die The Archive AG übernahm ihrerseits in einem auf den am 18. Juli 2013 datierten Vertrag, also etwa einen Monat später, die Online-Verwertungsrechte für genau sechs der Filme von der Hausner Productions. Die letzte Unterschrift leistete für The Archive AG der Verwaltungsrat Philipp Wiik am 23. Juli 2013 (siehe Abschnitt Ermittlung der IP-Adressen).
Die Welt schreibt dazu: „Dass die US-Firma Combat Zone tatsächlich ihre kompletten Rechte an Serrato Consultores S.L. abgetreten hat, ist demnach unwahrscheinlich und wurde von The Archive AG bislang auch nicht nachgewiesen.“

Übertragungsweg der Filmverwertungsrechte (Stand: 2. Februar 2014)

### Die DVD
Die von Serrato Consultores S.L. erstellten DVDs wurden mit einer EAN und dem GÜFA-Siegel ausgeliefert.
Eine EAN stellt eine 13-stellige, international eindeutige Produktkennzeichnung für Handelsartikel dar und wird durch einen Strichcode auf dem Produkt repräsentiert. Auf der unvollständigen Abbildung der DVD-Hülle erkennt man den Code 406-00131361?-?. Dabei steht die 406 als EAN-Ländernummer für Deutschland. Die weiteren acht sichtbaren und eine weitere der nicht kopierten Ziffern 00131361? stehen für eine Kombination aus Unternehmensnummer und Artikelnummer. Sie werden mit der letzten ebenfalls nicht auf der Kopie sichtbaren Prüfziffer gegen Lesefehler gesichert. Zu jeder denkbaren letzten Ziffer in der Artikelnummer von 0 bis 9 ist die Prüfziffer also genau festgelegt, so dass es höchstens zehn Variationen gibt. Keine der denkbaren zehn Möglichkeiten verweist aber auf Unternehmen Serrato Consultores S.L. mit dem Artikel DVD Amandas Secret's. Stattdessen liefert die GEPIR-Datenbank für eine exemplarische Anfrage mit dem vervollständigten EAN-Code 406-0013-13610-9 für das Unternehmen die BETTY BARCLAY GmbH & Co. KG, ein Damenoberbekleidungsunternehmen mit Sitz in Nußloch. Alle weiteren neun Möglichkeiten liefern daher stets die gleiche Unternehmensnummer 0013 für dieses Unternehmen. Umgekehrt gibt es keinen Artikel zu einer der Möglichkeiten.
Die GÜFA ist einer der GEMA vergleichbare Verwertungsgesellschaft, jedoch sind die der GÜFA angeschlossenen Filmproduzenten/Rechteinhaber solche, die sich überwiegend mit der Herstellung von erotischen und pornographischen Filmen beschäftigen. Der Mustervertrag der GÜFA sieht die Übertragung der dem Rechtsinhaber „gegenwärtig zustehenden und während der Vertragsdauer noch zuwachsenden Vergütungsansprüche für das Vermieten und Verleihen von Videofilmen und Multimediaproduktionen“ und der „Vergütungsansprüche für die Vervielfältigung zum privaten oder sonstigen eigenen Gebrauch“ vor. Die Übertragung an die GÜFA als Treuhänderin ist beschränkt auf die Länder Deutschland, Österreich und Schweiz. Insbesondere garantiert der Rechtsinhaber den Bestand und wirksamen Übergang der übertragenen Rechte und verpflichtet sich, sich jeder eigenen Wahrnehmung dieser Rechte zu enthalten. Eine Anfrage des Rechtsanwaltes zu dieser Rechtsvertretung ergab allerdings, dass alle sechs Filme zwar zunächst angemeldet, dann aber wieder wegen eines Zuordnungsfehlers rückwirkend abgemeldet wurden. Die GÜFA vertrat also zu keinem Zeitpunkt die Rechte für die Filme. Weiter erklärte sie, dass ihr Siegel auf DVD-Hüllen im Allgemeinen keine Rückschluss darauf zulässt, ob sie mit der Wahrnehmung von Online-Rechte beauftragt wurde. Vielmehr werde es von den Filmeherstellern vor allem für Wahrnehmung ihrer Rechte bei öffentlicher Vorführung (Sexkino) und die Vermietung (DVD) eingesetzt.
Diese beiden Ungereimtheiten führten zu einer Strafanzeige gegen Jutta Schilling, Rechtsanwalt Daniel Sebastian und The Archive AG (siehe Abschnitt Reaktionen).
Die vorgelegten Lizenzverträge, die darin verwendeten Titel und die Kopien der DVD-Cover erlauben keine Identifizierung der übertragenen Szenen zu den Redtube-Videos. Erst über die in den Abmahnungen genannte Videonummer bei Redtube lassen sich die Szenen identifizieren und den Combat-Zone-Pornofilmen zuordnen.

## The Archive AG
Die Gesellschaft The Archive AG mit ehemaligem Sitz in Bassersdorf, Kanton Zürich wurde am 21. März 2011 von Philipp Wiik und Peter Matthias als Aktiengesellschaft Schweizer Rechts gegründet. Als Geschäftszweck wird im Handelsregister der „... Erwerb und die Auswertung von Audio-Medien und audiovisuellen Medien jeglicher Art sowie die Erbringung von Dienstleistungen in diesem Bereich“ angegeben. Laut ihrem Internet-Auftritt führt sie unter anderem Analysen zum Schutz geistigen Eigentums durch. Nach dem Ausscheiden von Peter Matthias am 11. April 2013 fungieren nun seit 8. November 2013 Philipp Wiik als Direktor der Gesellschaft und Ralf Reichert als Mitglied des Verwaltungsrats mit Einzelunterschrift. Alle drei Personen sind deutsche Staatsangehörige.
Am 27. Dezember 2013 verlegte die Gesellschaft The Archive AG ihren Firmensitz innerhalb des Kantons Zürich von Bassersdorf in die Grabenwiese 10, 8484 Weisslingen. Philipp Wiik schied als Direktor aus. Neuer Direktor wurde der beninische Staatsangehörige Djengue Nounagnon Sedjro Crespin, Weisslingen.
Die Kapitaleinlage hatte die gesetzliche Mindesthöhe von 50.000 Schweizer Franken (rund 54.000 Euro). Nach Schweizer Steuerrecht entrichten juristische Personen auf Bundesebene eine reine Gewinnsteuer und auf Kantons- bzw. Gemeindeebene eine Gewinn- und eine Kapitalsteuer. Auf dem Steuerausweis der Gemeinde Bassersdorf für das Steuerjahr 2012 ist für The Archive AG aber weder ein Reingewinn ausgewiesen (0,00 CHF) noch ein Kapital über dem Mindestkapital (100.000 CHF), die steuerbar gewesen wären.
Das Unternehmen betrieb drei Webpräsenzen: eine schweizerische, eine deutsche und eine mit der Top Level Domain .biz. Die Domain the-archive.ch wurde am 12. September 2011 registriert. Diese Internet-Seite des Unternehmens wird wie die von itGuards (siehe Abschnitt Ermittlung der IP-Adressen) vom Anbieter wix.com auf einem Server mit der IP-Adresse 216.185.152.151 gehostet und vom selben Webadministrator betreut. Die Domain the-archive.de wurde am 28. März 2013 registriert und leitet weiter auf die Schweizer Domain.
Am 23. September 2016 wurde die Auflösung der The Archive AG von Amtes wegen im schweizerischen Handelsamtsblatt verkündet.

## Streaming der Filme
Sollte der Upload eines Films auf Redtube Urheberrechte verletzen, kann sich der Inhaber der Rechte unter Berufung auf den Digital Millennium Copyright Act 1998 (DMCA) per Brief, Fax oder E-Mail an Redtube wenden. Redtube sichert die umgehende Prüfung des Films und gegebenenfalls seine Löschung zu.
In einem Interview mit Die Zeit Online erklärte Thomas Urmann einerseits, dass das natürlich getan werde, und führte andererseits aus, dass ein Missbrauchsservice, der solche Links nach einem erneuten Einstellen der Filme findet, für The Archive AG sehr teuer sei und dass das Abmahnverfahren zumindest kostendeckend wäre.
Wie man der Grafik der Besucherstatistik zu zwei der Filme entnehmen kann, wurden die Filme mindestens seit dem 1. Januar 2013 von Redtube gestreamt. So erfolgten bis zum 21. Juli 2013 pro Monat durchschnittlich etwa 7000 Abrufe von Miriam’s Adventures und etwa 500 Abrufe von Dream Trip.
Parallel zum Übertragen der Verwertungsrechte der Filme waren die Domains movfile.net und retdube.net am 22. Juli 2013 über eine Briefkastenfirma in Panama registriert worden. Innerhalb kurzer Zeit stiegen nun die Zugriffe auf die beiden Filme auf 13.000 Abrufe pro Monat für Miriam’s Adventures, was etwa einer Verdopplung entspricht, und 8000 Abrufe pro Monat für Dream Trip, was ungefähr eine 15-fache Steigerung bedeutet.
Trafficholder.com ist ein sogenannter Adult-Traffic-Broker. Er zieht Seitenaufrufe gegen Bezahlung zu seinem Redirect-Dienst und lässt sich umgekehrt dafür bezahlen, diese Seitenaufrufe zu einem anderen als dem vom Nutzer gewünschten Ziel weiterzuleiten. In diesem Fall waren das die Domains movfile.net und retdube.net. Trafficholder arbeitet mit Geolokalisation, d. h., es ist technisch möglich, ausschließlich deutsche IP-Adressen umzuleiten.
Wurde der Browser nun von irgendeiner anderen Seite auf trafficholder.com umgeleitet, sorgte dort ein Skript für die Weiterleitung über die Seiten movfile.net und retdube.net auf redtube.com, und zwar gezielt auf einen der abgemahnten Streams. Bei einigen Abgemahnten taucht trafficholder.com direkt vor retdube.net in den Browser-Logfiles auf.
Neben den gezielten Abrufen durch tatsächlich an den Filmen interessierte Personen wurden also offenbar durch solche 302-Redirects ohne Zutun oder auch nur Zustimmung der Internetnutzer weitere Abrufe dieser Streams unter ihrer IP-Adresse generiert.

## Abmahnvorgang
Um einen Internet-Benutzer wegen eines Rechtsverstoßes abzumahnen, sind drei Schritte nötig:
1. Die IP-Adresse des beteiligten PCs ermitteln. Woher die Abmahner die IP-Adressen der behaupteten Urheberrechtsverletzer haben, ist bislang (11. Januar 2014) unklar.
2. Mittels der IP-Adresse des beteiligten PCs den Anschlussinhaber samt seiner Adresse ermitteln.
3. Den Anschlussinhaber abmahnen.

Mit der Durchführung der einzelnen Schritte wurden von The Archive AG verschiedene Unternehmen bzw. Kanzleien beauftragt.

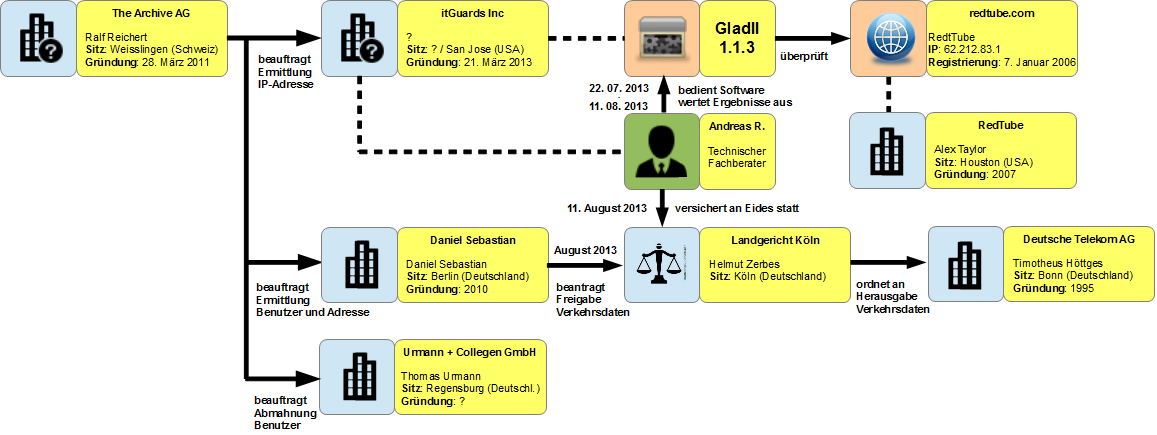
Beteiligte und Vorgänge beim Abmahnvorgang (Stand: 2. Februar 2014)

Die Kanzlei Daniel Sebastian selbst bestritt in einer Presseerklärung am 11. Dezember 2013 jegliche vertragliche Beziehung (einschließlich einer Beauftragung) mit der itGuards Inc. oder gar eigene Datenerhebungen und wies sämtliche Vorwürfe dieser Art zurück.
Ebenfalls bestritt Daniel Sebastian eine Zusammenarbeit mit der Kanzlei U + C. Er habe „nur im Auftrag des Rechteinhabers die Adressen ermittelt“ und „ein Folgemandat über den Versand von Porno-Abmahnungen“ abgelehnt. Rechtsanwalt Thomas Urmann jedoch sprach von einer klassischen Arbeitsteilung, wie Die Welt berichtete, also nicht von getrennt erteilt gewesenen Aufträgen, und wird wie folgt zitiert: „Eine klassische Arbeitsteilung: Sebastian hat die Anträge gestellt, wir organisieren die einzelnen Abmahnungen“.

### Ermittlung der IP-Adressen
Laut der Kanzlei Daniel Sebastian wurde von The Archive AG das Unternehmen itGuards, Inc. beauftragt, wegen der Verletzung von Rechten an Filmwerken Ermittlungen durchzuführen. Dazu verwendete itGuards die Software GLADII 1.1.3 und überprüfte mindestens im Zeitraum 22. Juli bis 11. August 2013 das Streaming der Pornofilme durch die Benutzer des Videoportals. Der Beginn der Überwachung von angeblichen Urheberrechtsverletzungen liegt zwar nach der Vertragsdatierung der Filmrechteübergabe am 18. Juli 2013, aber eben einen Tag vor der letzten Unterschrift der Vertragspartner. Somit bleibt die Frage offen, ob The Archive AG zu diesem Zeitpunkt zu einer Abmahnung überhaupt aktivlegitimiert war.
In seiner Versicherung an Eides statt vom 11. August 2013 erklärte der Ingolstädter Andreas Roschu, Netzadministrator einer großen Lebensmittelkette und technischer Berater der itGuards, gegenüber den Zivilkammern des Landgerichts Köln, mit der Software GLADII 1.1.3 vertraut zu sein, die Überprüfungen der Streamings durch Vergleich mit den Originaldateien vorgenommen und die Ergebnisse ausgewertet zu haben.
Die Funktionsweise des Programms, mit dem angeblich die IP-Adressen der Computer ermittelt wurden, von denen die Videos abgerufen worden sein sollen, ist völlig unbekannt. Fachleuten ist nicht erklärlich, wie ein Programm dies überhaupt leisten könnte; sie bezweifeln die Existenz dieses Programms insgesamt, da derartige Ermittlungen weltweite Eingriffe ins Fernmeldegeheimnis erfordern würden, die die Kapazität der Infrastruktur etwa des US-Geheimdiensts NSA erfordern würde. Die Kanzlei Daniel Sebastian erklärt dazu nur: „Die technisch einwandfreie Funktionsfähigkeit dieser eingesetzten Ermittlungssoftware wurde bestätigt durch das Gutachten der Kanzlei Diehl & Partner vom 22. März 2013“. Nach dem Wortlaut des Gutachtens – datiert auf den 22. März 2013 – wurde die Funktionstüchtigkeit der Software von itGuards bereits am 11. und 21. Dezember 2012 getestet, obwohl itGuards selbst erst am 21. März 2013 angemeldet wurde.
Die Kanzlei Diehl & Partner ist eine Patentanwalts- und Rechtsanwaltskanzlei mit Sitz in München. Sie hat in ihrem Gutachten vom 22. März 2013 für itGuards das Programm GLADII 1.1.3 als untersucht angegeben und seine Funktionsfähigkeit sowie die Richtigkeit der Erfassung bestätigt. Die Qualität dieses Gutachtens wird von der Presse jedoch massiv in Zweifel gezogen.
Die Kanzlei Heussen, eine international tätige Rechtsanwaltsgesellschaft mbH ebenfalls mit Sitz in München, soll im Auftrag von Christian Neumeyer, einem der angeblichen Entwickler von GLADII 1.1.3, ebenfalls ein Gutachten für die Software erstellt haben. Zum Inhalt des Gutachtens erteilt die Kanzlei mit Hinweis auf ihre Verschwiegenheitspflicht keine Auskunft. Im März 2016 wurde Christian Neumeyer in Norditalien erschossen aufgefunden.
Vermutungen zufolge könnten die betroffenen Personen über The Archive gehörende Websites mit ähnlich klingenden URLs auf die betreffenden Videos weitergeleitet worden sein. Nach Vermutungen von Fachleuten wurden hierzu vermutlich Werbeeinblendungen in deutschsprachigen Webseiten wie z. B. Internetforen geschaltet, die zum Abspielen der Videos animierten, was auch die sprunghaft gestiegenen Zugriffszahlen auf Redtube nach Übernahme der Rechte durch die Abmahner erklären könnte. Dabei hätten die IP-Adressen gespeichert werden können.

#### itGuards Inc.
Das Unternehmen itGuards Inc. gibt seinen Sitz im Silicon Valley an, mit der Adresse 97 South Second Street, San Jose, Kalifornien. Nach einer Inaugenscheinnahme stellte sich aber heraus, dass an dieser Adresse niemals Räumlichkeiten angemietet worden waren, sondern dort lediglich für 75 US-Dollar monatlich ein Postfach gemietet worden war, und auch das nur bis Dezember 2013. Nach den bisherigen Erkenntnissen steht hinter dem Unternehmen in Wahrheit die The Archive AG.
itGuards soll die Software GLADII 1.1.3 hergestellt haben, mit der die IP-Adressen von Internet-Seitenbesuchern, die Filme streamen, bereitgestellt werden können. Laut ihrem Internet-Auftritt bietet sie ein breites Sprektrum an Dienstleistungen. Weiter wird nur ausgeführt: Die Software-Dienstleistungen werden auf die Wünsche der Kunden ausgerichtet und zugeschnitten. Die Dienstleistungen seien für kommerzielle Unternehmen, Behörden, Organisationen und Anwaltskanzleien gedacht.
Mehrere bekannt gewordene Aspekte um das IT-Unternehmen lassen vermuten, dass es sich dabei um eine Scheinfirma gehandelt hat:
- An ihrer Adresse wurden niemals Räumlichkeiten gemietet, das Postfach wurde mit Dezember 2013 gekündigt.
- Ihre Domain itguards.net wurde bereits am 14. März 2013 – also vor der eigentlichen Firmengründung – anonym registriert.[4]
- Ihre Internet-Seite wird wie die der schweizerischen The Archive AG vom Anbieter wix.com auf deren Server gehostet. Auf Anfrage bestätigt wix.com, dass die Domains vom selben Webadministrator mit dem Benutzernamen the-archiveXXXXX betreut werden (der Benutzername ist aus Datenschutzgründen verkürzt dargestellt).[21] Die Domains für The Archive AG dagegen wurden erst am 28. März registriert.[4][42]
- Das Unternehmen selbst wurde erst am 21. März 2013 durch die Business Filings, Inc. angemeldet, die auf die Registrierung von Briefkastenfirmen spezialisiert ist.[4][43]
- Außer den Deutschen Roschu und Neumeyer ist niemand bekannt, der für das Unternehmen arbeitet. Selbst Roschu arbeitete in diesem Zeitraum hauptberuflich als Vollzeit-Netzwerkadministrator bei einem anderen Unternehmen.[31]
- Das Unternehmen trat bereits Monate vor seiner eigentlichen Gründung als Auftraggeber gegenüber der Kanzlei Diehl & Partner auf,  um den Test an der Software GLADII 1.1.3 durchführen zu lassen.
- Das Gutachten der Kanzlei Diehl & Partner[4] für die Software GLADII 1.1.3 von itGuards datiert auf 22. März 2013 – also gerade mal einen Tag nach der Firmengründung.

Insbesondere die Webadministration der Internet-Auftritte legt den Schluss nahe, dass hinter itGuards tatsächlich The Archive AG steht.

Das Unternehmen itGuards und seine Software GLADII (Stand: 27. Januar 2014)

### Ermittlung der Benutzer
Nach Angaben der Rechtsanwaltskanzlei Daniel Sebastian wurde sie nun von The Archive AG mit der Ermittlung der Nutzerdaten beauftragt. Die Kanzlei stellte im August 2013 insgesamt 89 Anträge nach § 101 Abs. 9 UrhG auf Herausgabe der Verkehrsdaten betroffener Telekom-Kunden beim Landgericht Köln. Ein Landgericht gliedert sich für das Zivilrecht in mehrere Zivilkammern, die grundsätzlich mit jeweils drei Richtern besetzt sind, von denen einer den Vorsitz hat; nur ausnahmsweise darf die Kammer durch eines ihrer Mitglieder als Einzelrichter entscheiden. Im Landgericht Köln entschieden insgesamt 16 Zivilkammern über die 89 Anträge, eine Absprache der Kammern untereinander fand dabei offensichtlich nicht statt, die juristischen Meinungen über diese Art von Anträgen gingen unter den vielen Kammern auseinander.
Von den 89 Anträgen gaben die Richter mindestens 62 Anträgen statt; laut Pressemitteilung von Daniel Sebastian hat – nach Erlass der Gestattungsanordnungen – The Archive AG die Nutzerdaten vom Provider erhalten. Die restlichen 27 Anträge wurden entweder durch eine der Kammern zurückgewiesen oder die Antragstellerin selbst zog aufgrund von deutlichen Nachfragen durch die Kammer ihren Antrag zurück. Im Falle der Rückweisungen monierten die Richter der 14. bzw. 28. Zivilkammer, dass die Frage des Downloads oder Streamings und mithin die des Verbleibs der Videodatei auf der Festplatte nicht nachgewiesen und auch die ordnungsgemäße Ermittlung der IP-Adressen nicht hinreichend glaubhaft gemacht wurde.
Das Landgericht Köln gab am 27. Januar 2014 bekannt, dass eine ihrer Zivilkammern vier der Beschlüsse nach Beschwerden von 110 Betroffenen wieder aufgehoben hat. Zur Begründung führten die Richter an, dass in den Anträgen seinerzeit Download angeführt wurde, während tatsächlich Streaming zum Einsatz kam. Reines Streaming einer Videodatei stelle aber keinen relevanten Verstoß gegen das Urheberrecht dar. Ebenso blieb Rechtsanwalt Daniel Sebastian der Nachfrage des Gerichts die Antwort schuldig, wie die Software GLADII in die Streamingverbindung habe eindringen können.
Das Landgericht Köln teilte mit, dass jeder der 62 stattgegebenen Anträge 400 bis 1000 IP-Adressen umfasst habe. Damit kann man die Zahl der Abmahnungen zwischen mindestens 24.800 und höchstens 62.000 abschätzen. Nimmt man für die weiteren Betrachtungen den Mittelwert von 700 IP-Adressen pro Antrag an, so lassen sich 43.400 Abmahnungen für die Abmahnwelle abschätzen. Einige der Betroffenen erhielten allerdings mehrere Abmahnungen, sodass ihre Zahl geringer sein sollte.
Rechtsanwalt Daniel Sebastian hat bis 27. Januar 2014 sein Mandat in einigen der Verfahren ohne Angabe von Gründen niedergelegt.

### Abmahnung der Benutzer
Nach Angaben der Kanzlei Sebastian beauftragte die The Archive AG sodann die Rechtsanwaltskanzlei Urmann + Collegen, die Abmahnungen an die ermittelten Benutzer auszusprechen. Ab 5. Dezember 2013 erhielten nun die Betroffenen diese per Post. Pro Verstoß – also je Film und Download – wurde ein Betrag von 250,00 € geltend gemacht, der sich wie folgt zusammensetzte:
- 149,50 € Anwaltsgebühren
- 65,00 € Ermittlungskosten
- 15,50 € Schadenersatz
- 20,00 € Postpauschale

Dabei sollte der Schadenersatz an The Archive AG gehen, die Anwaltsgebühren an die Rechtsanwaltskanzlei Urmann + Collegen. Die obligatorische Kommunikationspauschale dient der Abdeckung von Brief- und Telefonverkehr zwischen der abmahnenden Kanzlei sowie dem Abgemahnten bzw. seiner anwaltlichen Vertretung.
Die Limitierung auf 250,00 € ist eine Folge des Gesetzes gegen unseriöse Geschäftspraktiken, das am 9. Oktober 2013 in Kraft trat und eine Deckelung der Streitwerte vorsieht.
Die Summe war auf ein Konto bei einer Münchner Privatbank zu überweisen (und nicht, wie irrtümlich behauptet, direkt auf ein Schweizer Konto). Grund des Missverständnisses war die BIC auf dem Überweisungsträger, die mit den Buchstaben CH begann, sowie die Tatsache, dass es sich bei der The Archive AG um ein Unternehmen mit Sitz in der Schweiz handelt.
Mit den Abmahnungszahlen aus dem vorherigen Abschnitt kommt man so auf ein Abmahnvolumen von zwischen 6,2 Mio. € und 15,5 Mio. €, der angenommene Mittelwert führt zu 10,9 Mio €. Allerdings zahlte nicht jeder der Abgemahnten bzw. etliche legten Widerspruch vor Gericht ein. Man rechnet mit bis zu 30 % der Betroffenen, die aus Scham gegenüber dem Partner oder Verunsicherung durch die in der Abmahnung aufgebauten Drohkulisse sofort zahlten.
Neben der Rechtmäßigkeit der Erlangung der IP-Adressen der betroffenen Personen wurde auch die Rechtmäßigkeit der Höhe der Forderung in Frage gestellt. Weiterhin wurde vermutet, dass das Landgericht Köln fälschlicherweise von einem Fall von Filesharing ausgegangen war. Bei dem in Peer-to-Peer-Tauschbörsen praktizierten Filesharing wird beim Endbenutzer eine lokale Kopie des Videos angelegt und damit de facto vervielfältigt. Tatsächlich werden Videos auf Redtube jedoch im Streaming-Verfahren angezeigt. Im Gegensatz zum Filesharing werden die Daten in den Zwischenspeicher (Cache) geladen, wo sie später automatisch gelöscht werden. Nach herrschender Rechtsauffassung (§ 44a UrhG) ist dieses Verfahren legal, da dabei keine lokale Kopie erzeugt wird.

## Juristische Gegenwehr
Die Opfer der Abmahnung können einerseits versuchen – in der Regel mit anwaltlicher Hilfe – die Auswirkungen der Abmahnung zu verringern. Das betrifft die Höhe der Kostennote und die genaue Formulierung der Unterlassungserklärung.
Daneben gibt es die Möglichkeit der Negativen Feststellungsklage vor einem Amtsgericht. Ziel einer solchen negativen Feststellungsklage ist es, gerichtlich feststellen zu lassen, dass der abgemahnte Anschlussinhaber die vorgeworfene Urheberrechtsverletzung nicht begangen hat. Außerdem soll im angegebenen Fall grundsätzlich geklärt werden, wie die Abmahner an die Daten des Betroffenen gelangt sind.
Beide Möglichkeiten haben den Nachteil, dass sie (zumindest zunächst) teurer sind als die Abmahnforderung. Es besteht daher auch die Option, zunächst überhaupt nicht zu reagieren. Spätestens nach Zugang eines Mahnbescheids oder einer Klage ist eine Reaktion allerdings geboten.
Unabhängig davon kann der Betroffene eine Beschwerde gegen den Beschluss der Auskunftserteilung beim Landgericht Köln einreichen. Bis zum 27. Januar 2014 waren 110 solcher Beschwerden beim Landgericht Köln eingegangen. Das Kölner Landgericht gab zunächst in vier Beschlüssen den Beschwerden von Anschlussinhabern statt. Damit widersprachen die Richter früheren Entscheidungen des Landgerichts. Weitere Entscheidungen werden dem Gericht zufolge in Kürze erwartet.
Ob die ermittelten IP-Adressen und Anschriften damit wertlos und die Abmahnungen unwirksam sind, ist aber umstritten. Die Zivilkammer des Landgerichts Köln, die die Gültigkeit der Auskunftsbeschlüsse revidierte, deutete an, dass ihre Entscheidung nun auch „Bedeutung für ein Beweisverwertungsverbot in einem Hauptsacheprozess (z. B. über die Berechtigung der Abmahnkosten) haben könnte.“ Thomas Urmann wird im Gespräch mit Zeit Online zitiert: „Aber selbst wenn die IP-Adressen auf eine illegale Art erlangt worden wären, kann uns das juristisch völlig egal sein.“ Zu diesem Schluss kommt auch der Hamburger Rechtsanwalt Jörg Dittrich. Die Betroffenen müssten ihre Beschwerden in einem späteren Urheberrechtsprozess geltend machen.
Das Unternehmen Redtube hat gegen The Archive AG eine einstweilige Verfügung erwirkt. Das Hamburger Landgericht untersagte The Archive AG und der sie vertretenden Rechtsanwaltskanzlei Urmann + Collegen bis auf weiteres, Abmahnungen zu verschicken. Dies gilt laut Redtube für alle Videos, an denen The Archive AG Urheberrechte geltend macht. Da die Verfügung nur einstweiliger Natur war, stand eine abschließende Rechtsprechung zum Thema Urheberrecht und Streaming zunächst noch aus.
Im Juni 2014 urteilte das Amtsgericht Hannover, die Forderungen von The Archive AG seien unberechtigt. Der Konsum gestreamter Videos sei keine Urheberrechtsverletzung, solange die gestreamten Inhalte nicht von einer offensichtlich urheberrechtswidrig erstellten oder öffentlich zugänglich gemachten Vorlage stammten; eine solche offenkundige Rechtsverletzung liege nicht vor. Es sei Nutzern von Streaming-Videos nicht zuzumuten, die urheberrechtliche Zulässigkeit eines Streams umfassend zu prüfen. Der Nutzer eines Videostreams habe in der Regel keine Möglichkeit der Kontrolle, ob der Film rechtmäßig öffentlich zugänglich gemacht werde, weshalb die Rechtswidrigkeit ohne Weiteres erkennbar sein müsse. Es obliege dem Rechteinhaber, zu beweisen, dass die Rechtswidrigkeit für den Nutzer offensichtlich war. Dieser Beweis sei nicht erbracht, ja nicht einmal angetreten worden.

## Reaktionen
Die Bundestagsfraktion Die Linke hat am 17. Dezember 2013 eine Kleine Anfrage an die Bundesregierung gestellt. Mit insgesamt neun Fragen zu den Bereichen „Urheberrechtliche Bewertung von Streaming“, „Auswirkungen des Gesetzes gegen unseriöse Geschäftspraktiken im Allgemeinen und im vorliegenden Fall“, „Schlussfolgerungen und Konsequenzen zum Thema IP-Adressen Beschaffung und Nutzerdatenfreigabe“ sowie „Abwehr unberechtigter Abmahnungen von Firmen mit Sitz im Ausland“ fordert sie die neue Bundesregierung zu einer Stellungnahme auf.
In seiner Antwort hält das zuständige Bundesministerium der Justiz und für Verbraucherschutz das reine Betrachten eines Videostreams nicht für eine Urheberrechtsverletzung. Es lässt aber die Frage offen, ob die Nutzung von Streaming-Angeboten die Rechte von Urhebern verletzt und verweist auf eine dazu notwendige Entscheidung durch den Europäischen Gerichtshof. Eine Überprüfung der Wirksamkeit des Gesetzes gegen unseriöse Geschäftspraktiken will die Bundesregierung zwei Jahre nach seinem Erlass – also 2015 – vornehmen. Sie sieht aber bereits jetzt in der Begrenzung der Schadensersatzforderungen eine Verbesserung. Das Ministerium kommentiert auch nicht die Entscheidung des unabhängigen Landgerichts Köln. Für die Problematik eines abmahnenden Unternehmens mit ausländischem Sitz verweist das Ministerium darauf, dass jeder missbräuchlich Abgemahnte einen Gegenanspruch auf den Ersatz der ihm entstandenen Kosten (§ 97a UrhG) habe sowie die Möglichkeit einer negativen Feststellungsklage vor jedem deutschen Gericht.

### Ermittlungsverfahren gegen Unbekannt
Bereits am 19. Dezember 2013 hatte die Staatsanwaltschaft Köln von sich aus Ermittlungen gegen Unbekannt aufgenommen wegen des Verdachts, die Herausgabe der betreffenden Verkehrsdaten könnte auf Grundlage falscher eidesstattlicher Versicherungen gegenüber dem Gericht erwirkt worden sein. Sie untersucht dabei zum einen die eidesstattlichen Versicherungen selbst und überprüft zum anderen auch das Verfahren – damit eingeschlossen auch die Software GLADII 1.1.3, mit der die IP-Adressen ermittelt wurden. Die Ermittlungen hierzu sollen sich aber nicht gegen die Kanzlei Urmann + Collegen richten.
Unabhängig davon hat die Rechtsanwaltskanzlei Wilde Beuger Solmecke am 16. Januar 2014 bei der Staatsanwaltschaft Köln Strafanzeige gegen Unbekannt gestellt, weil sie in der Beschaffung der IP-Adressen ein strafbares Ausspähen von Daten (§ 202 a StGB) als gegeben sieht.

### Strafanzeige gegen den Geschäftsführer von itGuards
Am 16. Januar 2014 haben Wilde Beuger Solmecke zudem bei der Staatsanwaltschaft Köln eine Strafanzeige gegen den unbekannten Geschäftsführer von iTGuards wegen des Verdachts der falschen Versicherung an Eides statt (§ 156 StGB) eingereicht.
Bereits am 20. Dezember 2013 hatte die Verbraucherzentrale Brandenburg gegen den Ermittler der IP-Adressen Strafanzeige erstattet.

### Strafanzeige gegen Jutta Schilling
Ein Rechtsanwalt aus Mönchengladbach hat am 2. Januar 2014 bei der Staatsanwaltschaft Köln Strafanzeige gegen die Geschäftsführerin der Serrato Consultores S. L. gestellt. Die Verpackung der DVD Amanda’s Secrets zeige ein GÜFA-Siegel, das eine treuhänderische Rechtsvertretung durch die Verwertungsgesellschaft anzeige; diese Rechte habe Schilling aber weltweit an die Hausner Productions weitergegeben. Eine Anfrage des Rechtsanwalts zu dieser Rechtsvertretung ergab, dass die GÜFA faktisch zu keinem Zeitpunkt die Rechte für die Filme vertrat und das Siegel nicht automatisch bedeutet, dass die GÜFA mit der Wahrnehmung der Online-Rechte beauftragt ist.
Des Weiteren ist auf der Hülle der DVD eine ungültige EAN angegeben, die auf das Oberbekleidungsunternehmen Betty Barclay verweist. Der Vorwurf lautet daher auf Betrug (§ 263 StGB Abs. 1, 3, 5 und 7) sowie das Herstellen einer Urkundenfälschung (§ 267 StGB Abs. 1, alternativ Abs. 1 und 2, alternativ Abs. 2, 3 und 4).

### Strafanzeigen gegen Daniel Sebastian
Auch gegen den Rechtsanwalt Daniel Sebastian hat die Verbraucherzentrale Brandenburg Strafanzeige gestellt.
Weiterhin wurde der Rechtsanwalt wegen der Verpackung der DVD Amanda's Secrets am 2. Januar 2014 bei der Staatsanwaltschaft Köln angezeigt. Der Rechtsanwalt aus Mönchengladbach wirft ihm das Verwenden einer gefälschten Urkunde bei Gericht (§ 267) vor, was einen Prozessbetrug (§ 263) in 89 Fällen bedeutet.

### Strafanzeigen, Ermittlungsverfahren, Schadensersatzklagen und Urteil gegen Thomas Urmann
Die Rechtsanwälte Carl Christian Müller und Sören Rößner erstatteten am 19. Dezember 2013 bei der Staatsanwaltschaft Hamburg Strafanzeige gegen Thomas Urmann wegen Nötigung und besonders schwerer Erpressung. Müller und Rößner sahen den Tatbestand der Erpressung erfüllt und zwar in einem besonders schweren Fall (§ 253 StGB Abs. 1), weil eine gewerbsmäßige und/oder bandenmäßige Begehungshandlung vorgelegen habe (§ 253 Abs. 4 StGB) bzw. alternativ den des besonders schweren Betrugs (§ 263 Abs. 1, Abs. 3 Nrn. 1, 2 (Var. 2), Abs. 5) und den Tatbestand der Nötigung (§ 240 StGB). Diese Strafanzeige wurde durch ein Interview der FAZ mit Müller bekannt. Auf die gegen Thomas Urmann eingereichte Strafanzeige hin leitete die Staatsanwaltschaft Hamburg seit dem 23. Dezember 2013 ein Ermittlungsverfahren unter dem Aktenzeichen 2408 Js 1450/13 ein.
Auch bei der Staatsanwaltschaft Regensburg wurden am 20. Dezember durch die Verbraucherzentrale Brandenburg sowie mehrere Betroffene Strafanzeigen gegen die abmahnende Rechtsanwaltskanzlei gestellt. Diese Strafanzeigen hatten zunächst für diese Staatsanwaltschaft keinen ausreichenden Anfangsverdacht für Ermittlungen begründet. Ende 2013 leitete aber auch die Staatsanwaltschaft Regensburg ein Ermittlungsverfahren gegen Thomas Urmann ein. Mittlerweile hat die Staatsanwaltschaft große Teile des Verfahrens von der Staatsanwaltschaft Hamburg übernommen.
Die Staatsanwaltschaften in Regensburg und Hamburg waren zuständig, da die Kanzlei Urmann + Collegen ihren Hauptsitz in Regensburg und eine Zweigniederlassung in Hamburg hatte. Nach mehreren Morddrohungen standen das Privathaus von Thomas Urmann und die Rechtsanwaltskanzlei Urmann + Collegen ab 21. Dezember 2013 unter Polizeischutz.
Zusätzlich liegt der Staatsanwaltschaft Köln seit dem 16. Januar 2014 eine Strafanzeige der Rechtsanwälte Wilde Beuger Solmecke gegen den Geschäftsführer der Rechtsanwalts GmbH Urmann + Collegen vor, die Thomas Urmann Beihilfe (§ 27 StGB) zum besonders schweren Fall des Betruges (§ 263 Abs. 1, Abs. 3 Nr. 1) und Nötigung (§ 240 StGB) vorwirft.
Mitte Februar 2014 reichte die Anwaltskanzlei Weiß & Partner für einen der betroffenen Abgemahnten eine Schadensersatzklage gegen U+C ein: „Sollte sich der Klagevorwurf […] bestätigen, drohen den hinter den Abmahnungen stehenden Rechtsanwälten schließlich Schadensersatzforderungen in Millionenhöhe.“
Das AG Potsdam stufte am 9. April 2014 Urmanns Streaming-Abmahnungen als rechtswidrig ein. Ende April 2014 legte Urmann das Mandat für The Archive AG nieder.
Am 29. August 2014 meldete Focus Online, dass Thomas Urmann in anderen Sachen wegen Betrugs und Insolvenzverschleppung zu zwei Jahren Haft auf Bewährung verurteilt wurde. Er hatte als Geschäftsführer einer Wurstwarenfabrik in Gundelfingen an der Donau die Insolvenz seiner Firma im Jahre 2010 verschleiert.
Am 3. November 2014 gab Urmann bekannt: „Ich habe meine Zulassung und die der Rechtsanwaltsgesellschaft am 3. November aus freien Stücken zurückgegeben“.
Die Kanzlei Urmann + Collegen wurde in Z9 Verwaltungs-GmbH umbenannt und die Hamburger Zweigstelle aufgelöst.
Am 2. Dezember 2014 wurde die Berufung der Rechtsanwälte Urmann & Collegen gegen das Urteil des Amtsgerichts Nürnberg vom 5. Juli 2013 zu einem ähnlichen Fall der „Sittenwidrigen Schädigung durch Massenabmahnungen“ zurückgewiesen.
Das zivilrechtliche Verfahren gegen Urmann wurde im Hinblick auf ein Strafverfahren kurz ausgesetzt.
Am 21. Januar 2015 hat jedoch – nach Beschwerde eines Klägers gegen die Aussetzung – das Amtsgericht Regensburg das Verfahren wieder aufgenommen.
Ende 2016 hat die Staatsanwaltschaft Regensburg das Ermittlungsverfahren gegen Thomas Urmann eingestellt.
Die Regensburger Staatsanwaltschaft ermittelte wegen Betrugs in 43.000 Fällen. „Das Verfahren wurde mangels ausreichenden Tatnachweises eingestellt“, sagte Oberstaatsanwalt Theo Ziegler der „Welt“. „Ein subjektiver Tatnachweis, dass der Anwalt aus Vorsatz Abmahnungen heraus geschickt hat, für die es keine ausreichende Berechtigung gab, ist aus Sicht der Staatsanwaltschaft Regensburg nicht hinreichend nachweisbar“, so Ziegler. Medienberichte bezeichneten die Einstellung des Strafverfahrens gegen Urmann als „kurios“ und „widersprüchlich“, da Urmann kurz zuvor im zivilrechtlichen Verfahren (s. u.) noch „arglistiger Vorsatz“ attestiert worden war.

### Strafanzeigen gegen Philipp Wiik
Gegen die angebliche Rechteinhaberin The Archive AG wurde zunächst am 20. Dezember 2013 Strafanzeige durch die Verbraucherzentrale Brandenburg gestellt.
Bereits am 2. Januar 2014 wurde gegen Philipp Wiik wegen der DVD-Hülle Amanda's Secrets Strafanzeige durch einen Mönchengladbacher Rechtsanwalt gestellt. Der Rechtsanwalt sieht in der als Beweisstück vorgelegten Hülle wegen des ungültigen EAN-Codes und des GÜFA-Siegels die Verwendung einer gefälschte Urkunde (§ 267) und damit einen vollendeten Prozessbetrug (§ 263) in 89 Fällen.
Am 16. Januar 2014 wurde bekannt, dass The Archive AG innerhalb der Schweiz nach Weisslingen im Kanton Zürich umgezogen ist, sie telefonisch nicht mehr erreichbar ist und Philipp Wiik sich seit dem 27. Dezember 2013 von seinen Pflichten als Direktor der Archive AG hat entbinden lassen.
Laut Schweizer Medienberichten gibt es erste Ermittlungen Schweizer Behörden wegen bandenmäßigen Computerbetrugs gegen die bisherigen Direktoren. Der plötzliche Umzug und der Direktorenwechsel könnten damit zusammenhängen, dass die Weitergabe der IP-Adressen der abgemahnten Redtube-Nutzer durch The Archive AG gegen Schweizer Recht verstieß.
Die Kanzlei Wilde Beuger Solmecke hat am 16. Januar 2014 bei der Staatsanwaltschaft Köln eine Strafanzeige gegen den bisherigen Geschäftsführer Philipp Wiik von The Archive AG wegen des Verdachts auf einen besonders schweren Fall des Betrugs (§ 263 StGB) und wegen Nötigung (§ 240 StGB) eingereicht.

### Schadensersatzklage gegen Thomas Urmann
Die Esslinger Anwaltskanzlei Weiß & Partner erhob im Februar 2014 Schadensersatzklage im Namen eines Mandanten gegen den (ehemaligen) Rechtsanwalt Thomas Urmann sowie gegen die ehemalige U+C Rechtsanwälte Urmann + Collegen Rechtsanwaltsgesellschaft mbH (jetzt: Z9 Verwaltungs-GmbH).
Nachdem sich beide Beklagte zunächst noch vor dem Amtsgericht Regensburg gegen die Klage verteidigten, erschien im Folgetermin niemand mehr, sodass das Verfahren einen ersten Abschluss in Form eines derzeit noch nicht rechtskräftigen Versäumnisurteils vom 20. März 2015 gefunden hat. Sowohl Thomas Urmann als auch die Z9 Verwaltungs-GmbH sind gesamtschuldnerisch zum Ersatz der Rechtsanwaltskosten zur Verteidigung gegen eine Abmahnung verurteilt worden. Gleichzeitig hat das AG Regensburg festgestellt, dass dem Schadensersatzanspruch eine durch Thomas Urmann vorsätzlich begangene unerlaubte Handlung zugrunde liegt.
Nachdem Thomas Urmann sowohl im eigenen Namen als auch im Namen der Z9 Verwaltungs-GmbH Einspruch gegen das Versäumnisurteil einlegte, kam es nach weiterer mündlicher Verhandlung mit Endurteil vom 8. Dezember 2015 zum Abschluss des Verfahrens vor dem AG Regensburg. Das Gericht hat das zuvor ergangene Versäumnisurteil in seinen wesentlichen Punkten bestätigt, indem es einen Schadensersatzanspruch zu Gunsten des abgemahnten Klägers dem Grunde nach als gegeben ansieht und zudem eine vorsätzlich begangene unerlaubte Handlung durch Thomas Urmann festgestellt hat. Die den Rechtsstreit führende Anwaltskanzlei Weiß & Partner hat das Urteil des AG Regensburg vom 8. Dezember 2015, Aktenzeichen 3 C 451/14, im Volltext veröffentlicht.
Im August 2016 wurde beim AG Regensburg unter dem Aktenzeichen 14 IN 406/15 ein Insolvenzverfahren gegen Urmanns Z9 Verwaltungs-GmbH eröffnet. Als Geschäftsführer der Z9 GmbH habe Urmann laut Gutachter mit Blick auf die Insolvenz „zumindest fahrlässig“ gehandelt.